# 4043-as busz
A 4043-as jelzésű autóbuszvonal Kazincbarcika, Edelény, Balajt, Abod és Királykút között húzódik, amelyet a MÁV Személyszállítási Zrt. üzemeltet.

## Útvonala
A kazincbarcikai autóbusz-állomásról indul. Útját az Egressy Béni úton kezdi el, majd az Építők útján a kórház irányába tart. Onnan a Jószerencsét úton közlekedik egészen a Sajókazinc területén fekvő temetőjéig, utána az egykori Borsodi Vegyi Kombinát, mai nevén BorsodChem Zrt. nevet viselő vegyipari létesítmény mentén kialakított Szent Flórián téri buszállomáson is megáll, többi járatának végállomásán. Ezután kifordul a 26-os főút, annak országhatár irányába eső szakaszára pár száz méter erejéig, hiszen mindjárt el is hagyja azt, mint ahogy Borsod-Abaúj-Zemplén megye 3. legnagyobb városát is Múcsony irányába, keresztezve a Miskolc–Bánréve–Ózd-vasútvonalat.
A 2606-os mellékúton áthalad a Sajó folyón, később a 2023 decemberében átadott Sajószentpéter és Berente települések elkerülőútjaként szolgáló 260-as főút becsatlakozik a köznyelvben Szelesaknaként nevezett területre. Eképpen ér be első községébe, Múcsonyba, egyből az elejében elágazik az összes Felsőnyárád és Rudabánya irányába közlekedő buszvonaltól és a Deák Ferenc úton folytatja útját. Kisiet a 27-es főútra, melyen balra kanyarodik, így a főút kezdeti pontjával, Sajószentpéterrel ellentétesen megy. A vonal 14. kilométerén érkezik első városába, Edelénybe. Központját a Szentpéteri úton éri el, a Bódva túloldalán áll meg a helyi buszállomáson. Innen Edelény egyik 1950-ig független városrészébe, Borsodra hajt, mellyel együtt rövid ideig a Miskolc–Tornanádaska-vasútvonallal párhuzamosan folytatja kilométereit. Előtte egy vasárnapi busz az edelényi vasútállomást is útjára fűzi.
A továbbiakban a Cserehát mélyebb pontjait tűzi ki. A 3776-os és 3795-ös buszok végállomása, Balajt zsákfalu szinte minden alkalommal érintett, a járatok nem igazán kerülik ki azt. Utána a vele szomszédos Ládbesenyőre látogat, ami több esetben is végállomás, nem egyszer rövidített útvonalon közlekedő járatok csak eddig haladnak. Legvégül az innen még 7 kilométerre fekvő Abod községben fejezi be kalandozását. Néhány járat Királykút külterületéig közlekedik, ahol bár már csak a tanyák álldogálnak, de a régi idők szokásához híven tiszteletét teszik buszok.

## Közlekedése
Indításai minden nap történnek, gyakori jelleggel. Balajt, Ládbesenyő, Abod településeknek fő tömegközlekedést biztosítják a 4043-as buszok.
Kazincbarcika és Edelény között a 4040-es buszokkal, Edelény és Abod között a 4092-es buszokkal egyezik meg útvonala. A járatok legtöbbje Edelényben végállomásozik, hétvégén néhány alkalommal közlekedik ki egészen Kazincbarcikáig, a környék műszakos járatainak színesítéséért.

### Törzsjárművei
(Kazincbarcika –) Edelény és Abod között kizárólag szóló autóbuszok közlekednek. Nagyobb arányban vannak a Credo Econell 12 gépek, de elvétve Ikarus E127 és E134 buszok is megtalálhatóak.
- a KMB-037 rendszámú Volvo Alfa Regio,
- az LMP-203 rendszámú Ikarus E127,
- az LMP-208 rendszámú Ikarus E127,
- az LVJ-225 rendszámú Ikarus E134,
- az LVJ-235 rendszámú Ikarus E134,
- a PIG-500 rendszámú Credo Econell 12,
- az SSM-647 rendszámú Credo Econell 12 autóbuszok.

| Viszonylat                                         | Indításszám     | Közlekedési rend          |
| -------------------------------------------------- | --------------- | ------------------------- |
| Kazincbarcika, aut. áll. ➝ Abod, kh.               | 1 oda           | munkaszüneti napokon      |
| Kazincbarcika, Szent Flórián tér ➝ Ládbesenyő, kh. | 1 oda           | hétvégén                  |
| Kazincbarcika, Szent Flórián tér – Abod, kh.       | 1 oda, 2 vissza | szabadnapokon             |
| Kazincbarcika, Szent Flórián tér – Abod, kh.       | 1 vissza        | munkaszüneti napokon      |
| Edelény, aut. áll. – Balajt, aut. vt.              | 1 pár           | munkanapokon              |
| Edelény, aut. áll. ➝ Ládbesenyő, kh.               | 2 oda           | munkanapokon              |
| Edelény, aut. áll. ➝ Ládbesenyő, kh.               | 1 oda           | szabadnapokon             |
| Edelény, aut. áll. ➝ Ládbesenyő, kh.               | 2 oda           | munkaszüneti napokon      |
| Edelény, aut. áll. – Abod, kh.                     | 4 oda, 6 vissza | tanítási napokon          |
| Edelény, aut. áll. – Abod, kh.                     | 3 oda, 4 vissza | tanszünetben munkanapokon |
| Edelény, aut. áll. – Abod, kh.                     | 3 pár           | szabadnapokon             |
| Edelény, aut. áll. – Abod, kh.                     | 1 oda, 2 vissza | munkaszüneti napokon      |
| Edelény, aut. áll. – Abod, Királykút               | 2 oda, 1 vissza | tanítási napokon          |
| Edelény, aut. áll. – Abod, Királykút               | 1 pár           | tanszünetben munkanapokon |
| Ládbesenyő, kh. – Abod, kh.                        | 1 oda           | naponta                   |

## Megállóhelyei
| 0 | Kazincbarcika, autóbusz-állomás végállomás                               | 0.0 km  | 3, 9 1054 3408, 3756, 3763, 3764, 3765, 3766, 3767, 3770, 3772, 3773, 4040, 4041, 4046, 4047, 4048, 4050, 4052, 4057, 4059, 4060, 4065, 4066, 4069, 4070, 4075, 4080, 4082, 4083, 4084, 4154                                                              |
| 1 | Kazincbarcika, Ifjúmunkás tér                                            | 0.8 km  | 3 3408, 3756, 3763, 3764, 3765, 3770, 3772, 3773, 4040, 4041, 4044, 4047, 4048, 4050, 4052, 4057, 4059, 4060, 4065, 4066, 4069, 4070, 4075, 4080, 4082, 4083, 4084, 4153                                                                                  |
| 2 | Kazincbarcika, kórház                                                    | 1.2 km  | 3 1054 3408, 3756, 3763, 3764, 3765, 3770, 3772, 3773, 4040, 4041, 4044, 4047, 4048, 4050, 4052, 4057, 4059, 4060, 4065, 4066, 4069, 4070, 4075, 4080, 4082, 4083, 4084, 4153                                                                             |
| 3 | Kazincbarcika, városháza                                                 | 1.6 km  | 3 1369, 1384, 1410, 1411 3756, 3763, 3764, 3765, 3770, 3772, 3773, 4040, 4041, 4044, 4047, 4048, 4050, 4052, 4059, 4063, 4065, 4067, 4069, 4070, 4075, 4080, 4082, 4083, 4084                                                                             |
| 4 | Kazincbarcika, központi iskola                                           | 2.0 km  | 3756, 3763, 3764, 3765, 3770, 3772, 3773, 4040, 4041, 4044, 4047, 4048, 4050, 4052, 4059, 4063, 4065, 4067, 4069, 4070, 4075, 4080, 4082, 4083, 4084 |
| 5 | Kazincbarcika, temető                                                    | 2.7 km  | 3756, 3763, 3764, 3765, 3766, 3767, 3770, 3772, 3773, 4040, 4041, 4044, 4046, 4047, 4048, 4050, 4052, 4059, 4063, 4065, 4066, 4067, 4069, 4070, 4075, 4080, 4082, 4083, 4084                                                                              |
| 6 | Kazincbarcika, Szent Flórián tér autóbusz-váróterem vonalközi végállomás | 3.6 km  | 1054, 1369, 1384, 1410, 1411 3756, 3763, 3764, 3765, 3766, 3767, 3769, 3770, 3772, 3773, 4040, 4041, 4044, 4045, 4046, 4047, 4048, 4050, 4052, 4058, 4059, 4061, 4062, 4063, 4065, 4066, 4067, 4069, 4070, 4075, 4079, 4080, 4081, 4082, 4083, 4084, 4194 |
| 7 | Kazincbarcika, VGV telep                                                 | 4.3 km  | 3769, 3772, 4040, 4041, 4044, 4069, 4070, 4075, 4078, 4079, 4080, 4081, 4082, 4083, 4084 |
| 8 | Szeles IV. akna                                                          | 6.0 km  | 3772, 4040, 4041, 4044, 4069, 4070, 4075, 4078, 4079, 4080, 4081, 4082, 4083, 4084 |
| 9 | Múcsony, kazincbarcikai elágazás                                         | 7.4 km  | 3769, 3772, 4040, 4041, 4044, 4069, 4070, 4075, 4078, 4079, 4080, 4081, 4082, 4083, 4084 |
| 10 | Múcsony, Kossuth utca                                                    | 8.0 km  | 3772, 3774, 4040, 4041, 4044, 4095 |
| 11 | Múcsony, posta                                                           | 9.0 km  | 3772, 3774, 4040, 4041, 4044, 4095 |
| 12 | Múcsony, Deák Ferenc utca 50.                                            | 10.1 km | 3772, 3774, 4040, 4041, 4044, 4095 |
| 13 | IV. akna bejárati út                                                     | 12.1 km | 3772, 3774, 4040, 4041, 4044, 4095 |
| 14 | Edelény, kollégium                                                       | 14.6 km | 3704, 3707, 3708, 3709, 3711, 3772, 3774, 3775, 3793, 4040, 4041, 4044, 4095 |
| 15 | Edelény, bányász lakótelep                                               | 15.0 km | 3704, 3707, 3708, 3709, 3711, 3772, 3774, 3775, 3793, 4040, 4041, 4044, 4095 |
| 16 | Edelény, Szentpéteri utca 6.                                             | 15.7 km | 3704, 3707, 3708, 3709, 3711, 3772, 3774, 3775, 3793, 4040, 4041, 4044, 4095 |
| 17 | Edelény, kórház bejárati út                                              | 16.6 km | 3704, 3707, 3708, 3709, 3711, 3772, 3774, 3775, 3793, 4040, 4041, 4044, 4093, 4095 |
| 18 | Edelény, kastély bejárati út                                             | 17.2 km | 3704, 3707, 3708, 3709, 3711, 3772, 3774, 3775, 3793, 4040, 4041, 4044, 4093, 4095 |
| 19 | Edelény, autóbusz-állomás vonalközi végállomás                           | 17.6 km | 3703, 3704, 3707, 3708, 3709, 3711, 3713, 3772, 3774, 3775, 3776, 3793, 3795, 4040, 4041, 4044, 4092, 4093, 4094 |
| Munkaszüneti napokon 1 járat által érintett.                                                                    |                                                                          |         | |
| ∫ | Edelény vasútállomás                                                     | ∫       | 3711, 3713, 3775, 4040, 4094 személyvonat – Edelény (94) |
| 20 | Edelény, Borsodi utca 70.                                                | 18.5 km | 3703, 3704, 3707, 3708, 3709, 3775, 3776, 3793, 3795, 4040, 4041, 4092, 4093, 4094 |
| 21 | Edelény, Borsodi iskola                                                  | 19.3 km | 3703, 3704, 3707, 3708, 3709, 3775, 3776, 3793, 3795, 4041, 4092, 4093, 4094 |
| 22 | Balajti elágazás                                                         | 20.9 km | 3776, 3795, 4092 |
| Tanítási napokon 11; tanszünetben munkanapokon 8; szabadnapokon 9; munkaszüneti napokon 8 járat által érintett. |                                                                          |         | |
| ∫ | Istenhegyi dűlő                                                          | ∫       | 3776, 3795, 4092 |
| ∫ | Balajt, faluvég                                                          | ∫       | 3776, 3795, 4092 |
| ∫ | Balajt, autóbusz-váróterem vonalközi végállomás                          | ∫       | 3776, 3795, 4092 |
| ∫ | Balajt, faluvég                                                          | ∫       | 3776, 3795, 4092 |
| ∫ | Istenhegyi dűlő                                                          | ∫       | 3776, 3795, 4092 |
| 22 | Balajti elágazás                                                         | 20.9 km | 3776, 3795, 4092 |
| 23 | Ládbesenyő, Rákóczi utca 19.                                             | 24.5 km | 4092 |
| 24 | Ládbesenyő, autóbusz-váróterem                                           | 25.1 km | 4092 |
| 25 | Ládbesenyő, községháza vonalközi végállomás                              | 25.4 km | 4092 |
| 26 | Andrástanya                                                              | 28.3 km | 4092 |
| 27 | Abod, Magyar út                                                          | 33.0 km | 4092 |
| 28 | Abod, községháza vonalközi végállomás                                    | 33.3 km | 4092 |
| 29 | Királykúti elágazás                                                      | 35.1 km | 4092 |
| 30 | Abod, Királykút végállomás                                               | 36.5 km | |